# Would You Love a Monsterman?
Would You Love a Monsterman? släpptes 2002 och är det finländska hårdrocksbandet Lordis första singel och musikvideo. Det är även den enda gången man får se Magnum. Den är också ett spår på Lordis album The Monster Show från 2005.

## Låtlista
1. "Would You Love a Monsterman?" (3:04)
2. "Biomechanic Man" (3:23)
3. "Would You Love a Monsterman?" (radio edit) (3:04)
4. "Would You Love a Monsterman?" (musikvideo)

## 2006 Revision
Nyinspelningen Would You Love a Monsterman 2006? släpptes inklusive en ny musikvideo hösten 2006. Den nya versionen utgavs på den amerikanska marknaden.